# 瑟爾米爾
瑟爾米爾水庫（英語：Thirlmere）是英國的水庫，位於坎布里亞郡，始建於十九世紀，長6.05公里、寬1.78公里，面積3.25平方公里，海拔高度178米，湖岸線長度15公里，最大水深40米，湖中有兩座島嶼。